# Pacifico Giulio Vanni
Pacifico Giulio Vanni (Gambassi, 25 settembre 1893 – Fiesole, 26 giugno 1967) è stato un arcivescovo cattolico e missionario italiano.

## Biografia
Nato il 25 settembre 1893 in località Chianni a Gambassi, allora compreso nel comune di Montaione, entrò a fare parte dell'ordine dei frati minori e venne ordinato sacerdote il 14 marzo 1920 dal vescovo di Pescia Angelo Simonetti. Nominato vescovo titolare di Zapara il 14 giugno 1932, ricevette anche l'incarico di vicario apostolico di Xi'an-fu. La consacrazione episcopale avvenne ad Hankou il 23 ottobre dello stesso anno da parte del vescovo Eugenio Massi.
L'11 aprile 1946 venne nominato arcivescovo metropolita di Xi'an, dove rimase fino al 10 maggio 1952 quando venne nominato vescovo di Sovana-Pitigliano mantenendo il titolo personale di arcivescovo. Dimessosi dalla sede sovanese il 13 luglio 1963, ricevette la sede titolare di Proconneso.
Prese parte a tutte le sessioni del Concilio Vaticano II.
Morì il 26 giugno 1967.

## Genealogia episcopale e successione apostolica
La genealogia episcopale è:
- Cardinale Guillaume d'Estouteville, O.S.B.Clun.
- Papa Sisto IV
- Papa Giulio II
- Cardinale Raffaele Riario
- Papa Leone X
- Papa Clemente VII
- Cardinale Antonio Sanseverino, O.S.Io.Hier.
- Cardinale Giovanni Michele Saraceni
- Papa Pio V
- Cardinale Innico d'Avalos d'Aragona, O.S.Iacobi
- Cardinale Scipione Gonzaga
- Patriarca Fabio Biondi
- Papa Urbano VIII
- Cardinale Cosimo de Torres
- Cardinale Francesco Maria Brancaccio
- Vescovo Miguel Juan Balaguer Camarasa, O.S.Io.Hier.
- Papa Alessandro VII
- Cardinale Neri Corsini
- Vescovo Francesco Ravizza
- Cardinale Veríssimo de Lencastre
- Arcivescovo João de Sousa
- Vescovo Álvaro de Abranches e Noronha
- Cardinale Nuno da Cunha e Ataíde
- Cardinale Tomás de Almeida
- Cardinale João Cosme da Cunha, C.R.S.A.
- Arcivescovo Francisco da Assunção e Brito, O.E.S.A.
- Vescovo Alexandre de Gouveia, T.O.R.
- Vescovo Caetano Pires Pereira, C.M.
- Vescovo Gioacchino Salvetti, O.F.M.Obs.
- Vescovo Lodovico Maria Besi
- Vescovo Francesco Saverio Maresca, O.F.M.
- Vescovo Luigi Celestino Spelta, O.F.M.Ref.
- Vescovo Eustachio Vito Modesto Zanoli, O.F.M.Ref
- Vescovo Simeone Volonteri, P.I.M.E.
- Vescovo Vincenzo Epifanio Carlassare, O.F.M.Ref.
- Vescovo Agapito Augusto Fiorentini, O.F.M.
- Vescovo Eugenio Massi, O.F.M.
- Arcivescovo Pacifico Giulio Vanni, O.F.M.

La successione apostolica è:
- Vescovo Ferdinando Fulgenzio Pasini, O.F.M. (1944)